# Chlodwig I

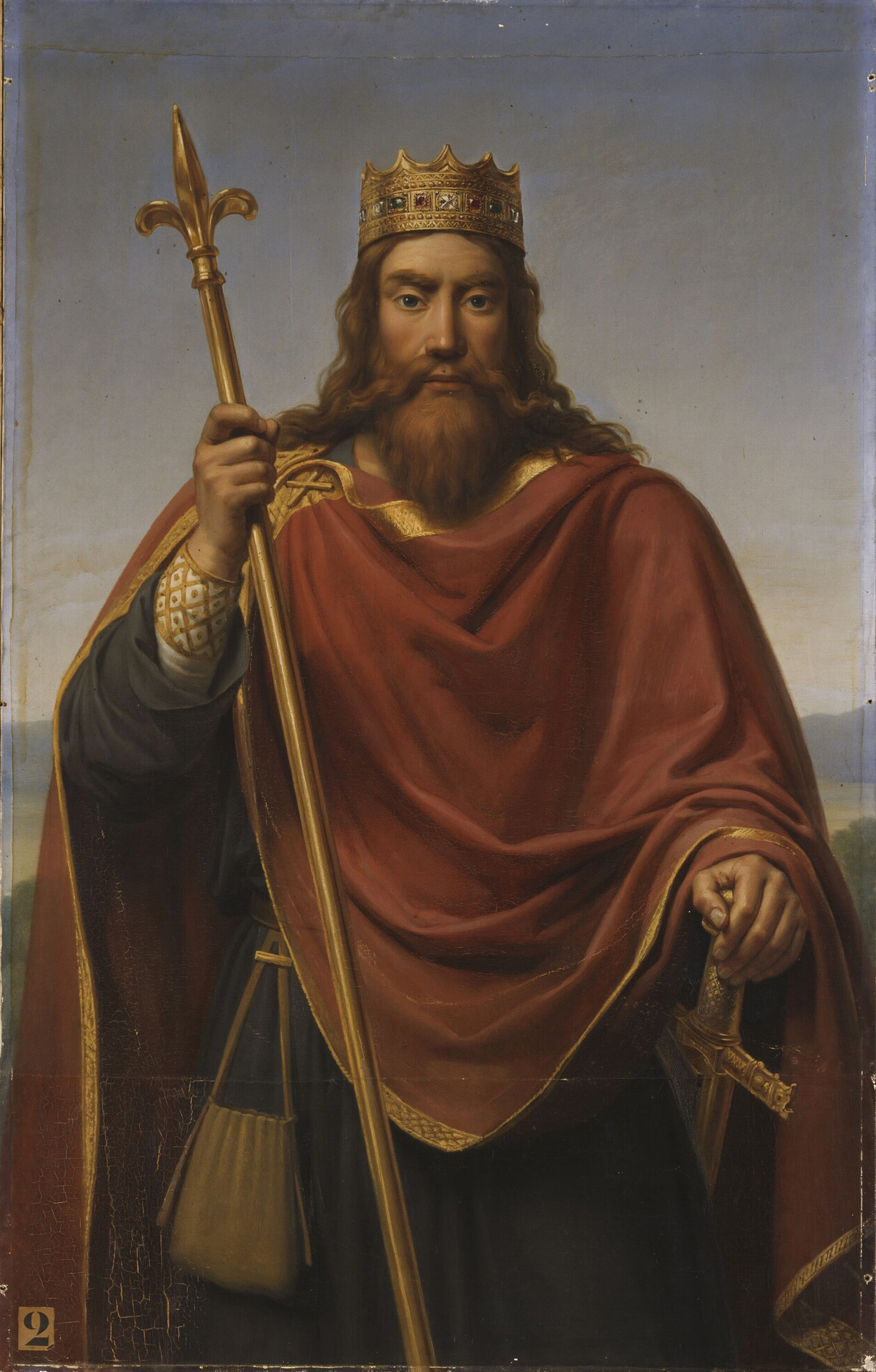
Chlodwig I

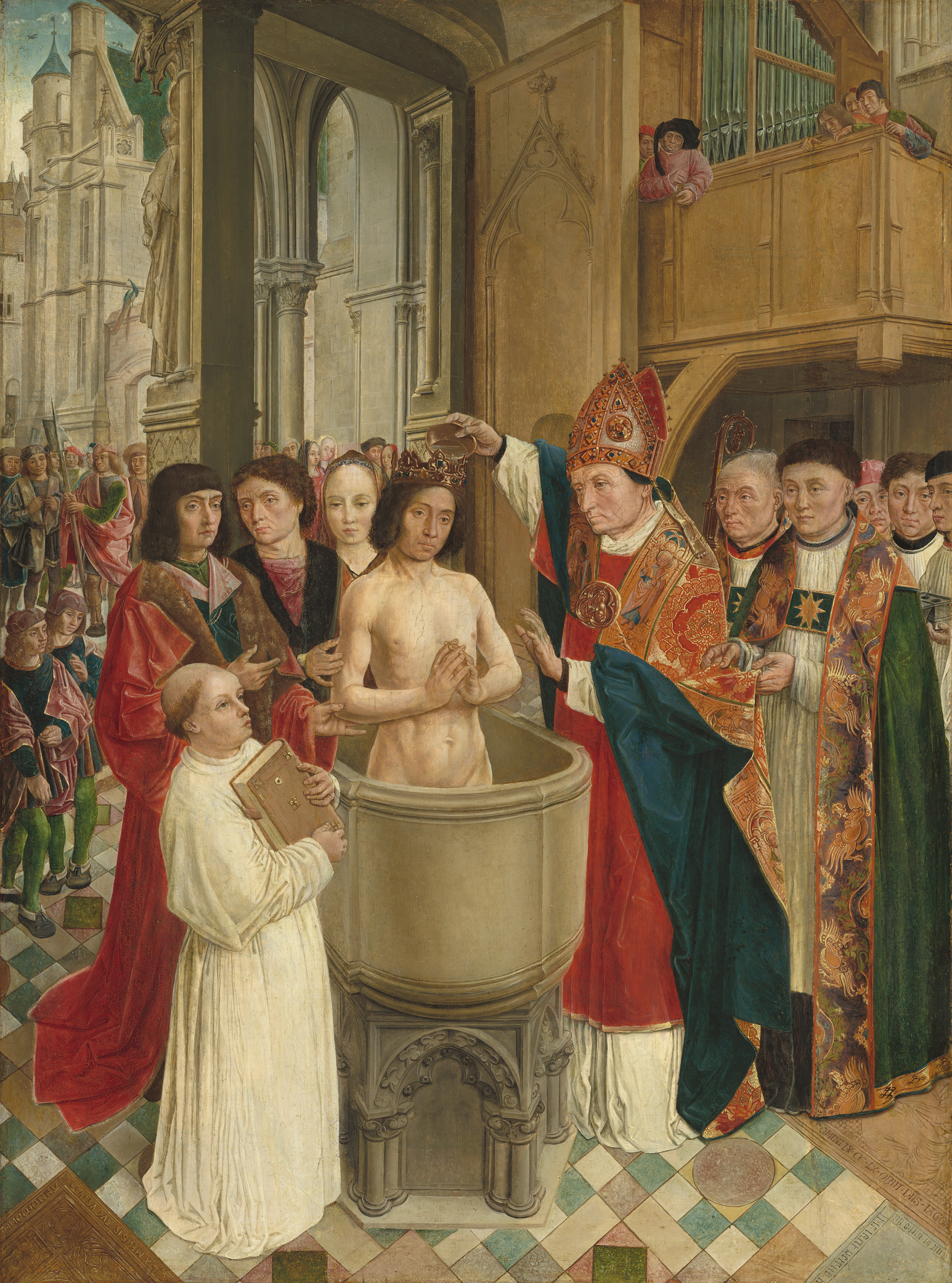
Chrzest Chlodwiga I w Boże Narodzenie 496 roku w kościele w Reims przez biskupa, św. Remigiusza (datowanie chrztu Chlodwiga wciąż pozostaje sporne)

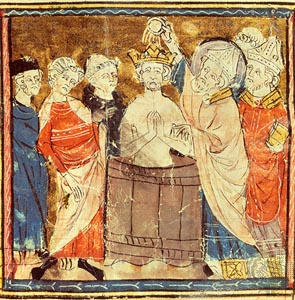
Chrzest Chlodwiga I miniatura z XIV w.

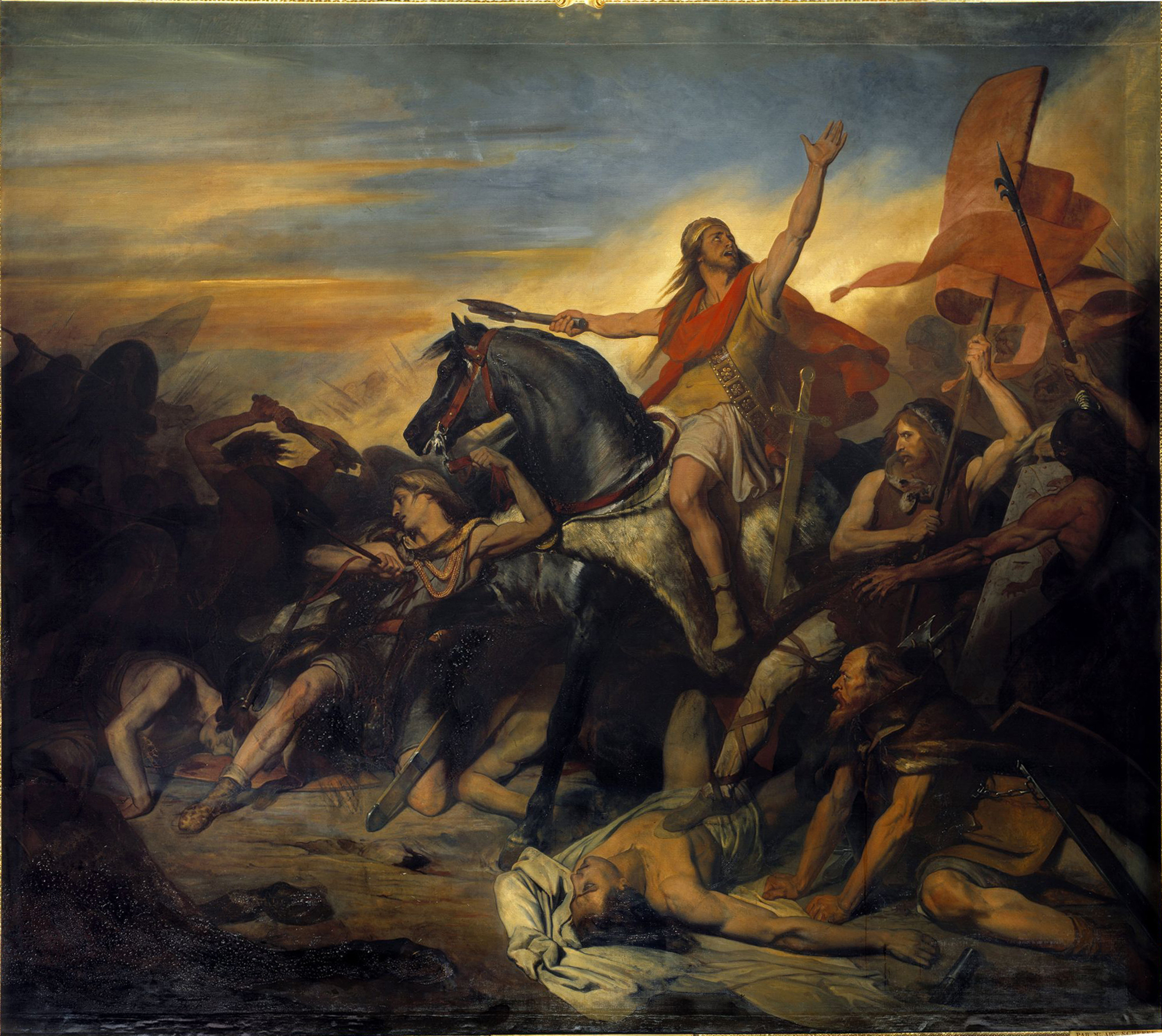
Bitwa pod Tolbiac (496)

Chlodwig I (fr. Clovis Ier, łac. Clodovicus, frankijski Chlodowech; ur. ok. 466, zm. 27 października 511) – władca Franków, syn Childeryka I i Basiny. Najsłynniejszy spośród merowińskich władców.

## Początki panowania
Chlodwig objął tron w 481 roku, po śmierci swojego ojca. Stolicą państwa Chlodwiga było wówczas Tournai. W tym czasie oprócz niego było jeszcze kilku dzielnicowych władców Franków, w tym najprawdopodobniej jego krewni Chararyk i Ragnachar (ich stolicą było Cambrai). W północnej Galii w bezpośrednim sąsiedztwie Chlodwiga znajdowało się państwo Galo-Rzymian rządzone przez Syagriusza ze stolicą w Soissons. Państwo to znajdowało się pod ochroną największej siły w ówczesnej Galii tj. królestwa Wizygotów rządzonego przez króla Euryka. Po śmierci króla Euryka w 486 roku, Chlodwig wyprawił się do północnej Galii, rozbił wojska Syagriusza w bitwie pod Soissons i dokonał podboju jego państwa. Syagriusz zbiegł do Tuluzy, gdzie schronił się u nowego króla Wizygotów Alaryka. Chlodwig grożąc wojną Alarykowi zażądał wydania Syagriusza. Wizygocki władca ugiął się i nakazał go wydać. Syagriusz został osadzony w więzieniu w Soissons, a następnie został tam stracony. Król Franków już wówczas przejawiał sympatię do religii chrześcijańskiej, gdyż zakazał łupienia kościołów i klasztorów w czasie walk. Po podbiciu północnej Galii Chlodwig przeniósł swoją stolicę do Soissons.

## Ślub zKlotyldą
Chlodwigowi tuż po objęciu władzy urodził się z nieznanej z imienia Frankijki syn Teuderyk. W 483 roku Chlodwig celem wzmocnienia swojej pozycji wśród Franków wysłał poselstwo do króla Burgundów Gundobada celem zawarcia sojuszu podpartego małżeństwem między obu rodami. Na czele poselstwa stał zausznik Chlodwiga Aurelian. Zawarto porozumienie pomiędzy obu królestwami. Początkowo Chlodwig miał poślubić córkę Gundobada, jednakże ta zmarła. Wobec tego w 492 roku Chlodwig poślubił Klotyldę bratanicę Gundobada. Klotylda w odróżnieniu od swego stryja była wyznania katolickiego. Klotylda od początku małżeństwa namawiała męża na przyjęcie chrztu. Początkowo Chlodwig podchodził do tego opornie. Z tego małżeństwa narodziło się co najmniej pięcioro dzieci, byli to synowie Ingomer, Chlotar, Childebert, i Chlodomer oraz córka Klotylda.

## Dalsze podboje i chrzest Chlodwiga
Na północ od Alp Frankowie w czasie panowania Chlodwiga rywalizowali jedynie z Alemanami. W 496 roku przesunęli się oni na północ w górę Renu. Zagrozili oni królestwu Franków rypuarskich ze stolicą w Kolonii. Władca tego odłamu Franków Sigebert zwrócił się o pomoc do Chlodwiga. Wojska obu władców frankijskich stoczyły z wojskami alemańskimi bitwę pod Zülpich. W czasie bitwy został ranny w nogę Sigebert odtąd zwany Kulawym. Początkowo przewagę zdobyli Alemanowie. Wówczas według legendy Chlodwig zwrócił się do Chrystusa o zwycięstwo obiecując przyjęcie wiary chrześcijańskiej, a przyrzeczenie to odmieniło losy bitwy. Frankowie odnieśli w niej zwycięstwo, zaś król Alemanów poległ. Chlodwig opanował część ziem Alemanów, zaś część plemienia Alemanów zbiegła do Recji chroniąc się u Teodoryka króla Ostrogotów.
Przed przyjęciem chrztu Choldwig był prawdopodobnie wyznawcą politeizmu rzymskiego. Według przekazu Grzegorza z Tours Chlodwig dotrzymał słowa i w Boże Narodzenie 496 został ochrzczony w Reims przez tamtejszego biskupa, św. Remigiusza. Sporna jest data tego wydarzenia (według niemieckiego historyka Stefana Weinfurtera mogły to być lata 496, 498, 500 lub 508. Wraz z nim chrzest miało przyjąć 3 000 Franków. Przebieg uroczystości wyglądał następująco: po przybyciu Chlodwiga do katedry w Reims stanął on przed biskupem i skierował się w kierunku zachodnim, by wyrzec się szatana i jego sług, a następnie w kierunku wschodnim i władca wypowiedział wyznanie nowej wiary. Po dokonaniu tego król został rozebrany i wszedł do chrzcielnicy, po czym trzykrotnie biskup zanurzył go w wodzie. Następnie św. Remigiusz miał postawić znak krzyża na czole Chlodwiga. Według legendy oleju zabrakło i biskup Remigiusz rozpoczął modlitwę. Wówczas nadleciała gołębica, która przyniosła olej. Po namaszczeniu Chlodwiga uroczystość się zakończyła.

## Walki z Burgundami i Wizygotami
Po przyjęciu chrztu Chlodwig w dalszym ciągu prowadził politykę ekspansji. Naturalnymi wrogami Franków stali się ariańscy Burgundowie i Wizygoci. Klotylda pragnęła się zemścić na stryju za śmierć rodziców i namówiła Chlodwiga do walki z Gundobadem. Okazję do rozpoczęcia walk przyniosła rebelia Godegisla brata Gundobada. Chlodwig wysłał na pomoc zbuntowanemu księciu wojska. Gundobad szybko jednak rozbił wojska buntowników i otoczył Godegisla w Vienne. Godegisl zginął, a przebywających w Vienne Franków Gundobad wydał jako jeńców Alarykowi II królowi Wizygotów. Wobec porażki i buntu Alemanów (506 rok) Chlodwig szybko zawarł porozumienie pokojowe z Gundobadem, obejmujące także wspólną wyprawę wojenną przeciw Wizygotom. Chlodwig pod Strasburgiem rozbił Alemanów. W następnym roku Chlodwig wsparty posiłkami burgundzkimi uderzył na królestwo Wizygotów. Celem było podbicie południowej Galii, wobec tego król zakazał swoim wojskom dokonywać rabunków na ludności miejscowej. W 507 roku doszło w pobliżu Poitiers do bitwy pod Vouillé z Wizygotami. W wyniku bitwy wojska wizygockie poszły w rozsypkę, a ich król poległ na polu bitwy. Frankowie wyparli prawie całkowicie Wizygotów za Pireneje. W obawie przed wzrostem potęgi Franków w wojnę wmieszał się król Ostrogotów Teodoryk Wielki, który wysłał pod dowództwem hrabiego Ibbie wojska, które rozbiły Franków pod Carcassonne. Dzięki temu Ostrogoci opanowali Prowansję, a Wizygotom pozostała na północ od Pirenejów Septymania z Tuluzą. W tym czasie Chlodwig otrzymał największe wyróżnienie od cesarza bizantyjskiego Anastazjusza I, który nadał mu godność konsula. Po pokonaniu Wizygotów Chlodwig przeniósł swą stolicę w 508 roku do Paryża.

## Zjednoczenie Franków

Poboje Chlodwiga I (481-511)

Pomimo licznych podbojów dokonanych przez Chlodwiga Frankami oprócz niego nadal rządziło kilku książąt. Jednym z nich był Sigebert Kulawy władca Franków nadreńskich. Chlodwig wskazał jego synowi Chloderykowi, iż czas najwyższy na zmianę władcy. Chloderyk zabił ojca, ale sam został zabity przez siepaczy Chlodwiga. Po przybyciu na miejsce Chlodwig wyjaśnił Frankom nadreńskim, iż nie mógł nimi rządzić ojcobójca. Natychmiast został przez nich okrzyknięty królem. Chlodwig następnie postanowił się pozbyć swoich kuzynów rządzących jak on Frankami salickimi. Najpierw ujął Chararyka, któremu kazał ściąć włosy i uczynił go kapłanem. Następnie Chararyk został zamordowany. Kolejnymi władcami na drodze w zjednoczeniu Franków był Ragnachar, rezydujący w Cambrai, i jego bracia – Rignomer i Richara. Chlodwig przekupił ich służbę, a następnie kazał im ich zabić. Po śmierci tych książąt Chlodwig w 509 roku został jedynym władcą Franków.

## Śmierć Chlodwiga

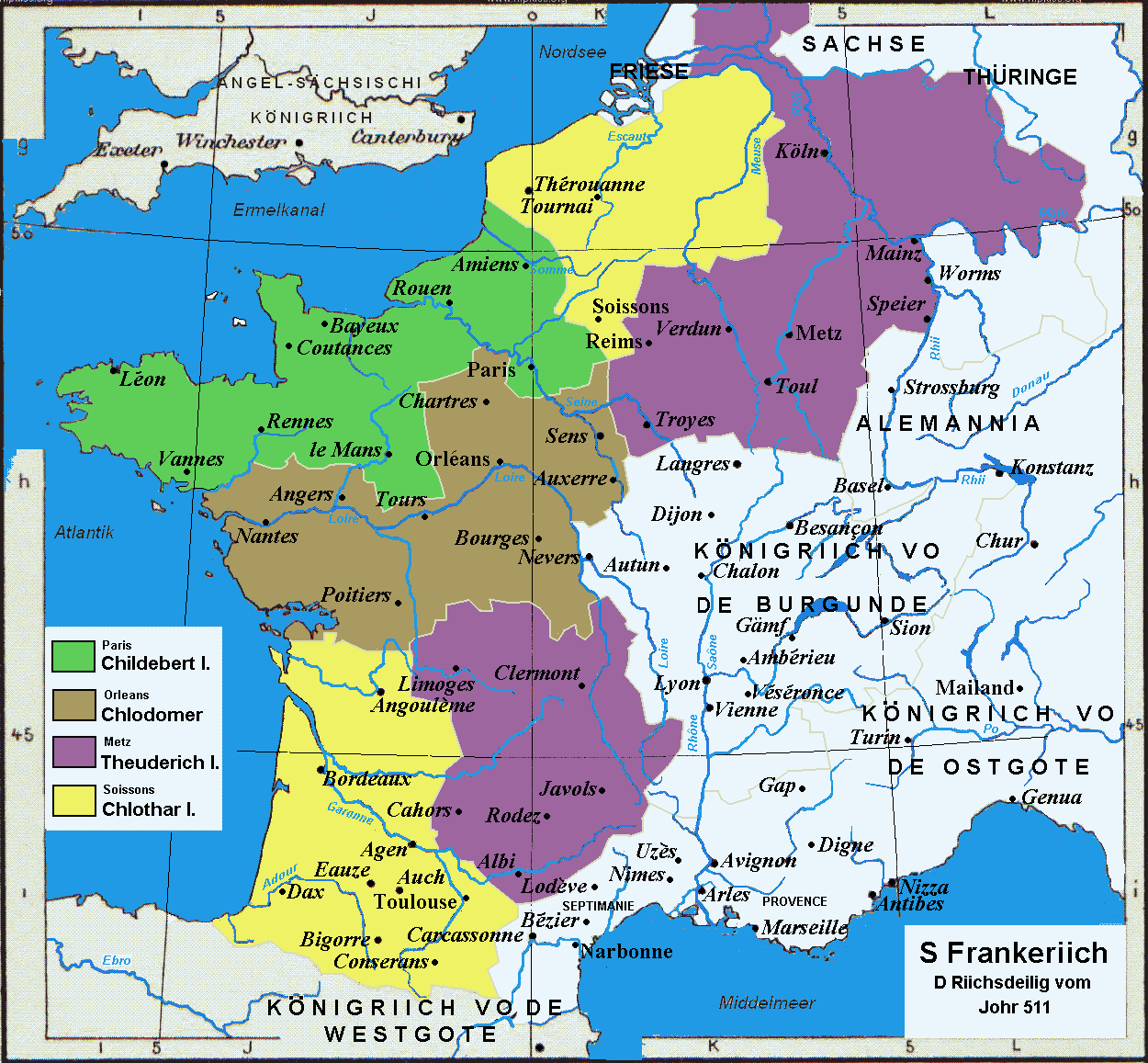
Podział państwa Franków w 511

Ostatnie dwa lata życia Chlodwig spędził spokojnie w swojej stolicy. Umarł w dniu 27 października 511 roku w Paryżu. Po śmierci Chlodwiga stworzone przez niego państwo uległo podziałowi między jego czterech synów:
- Teodoryka – tereny Franków Rypuarskich, a także wschodnia Akwitania, stolica w Metz[5] lub w Reims[6].
- Chlotara – tereny położone nad dolną i środkową Loarą, wokół Poitiers, Bourges i Orleanu, ze stolicą w tym ostatnim mieście.
- Childeberta – tereny Franków Salickich (na zach. od Sommy), Normandia i Bretania, stolica w Paryżu.
- Chlodomera – tereny Franków Salickich (na wsch. od Sommy), zachodnia Akwitania, stolica w Soissons.

Nieznane są przyczyny podziału państwa.

## Państwo Chlodwiga
Wczesnofeudalna monarchia Chlodwiga odbiegała znacznie od wzorów antycznych. Była typowym państwem patrymonialnym. Jej władca tytułował się królem Franków, a ziemie swego królestwa traktował jako osobistą własność patrimonium. Dzielił je według własnego uznania między synów oraz przekazywał w użytkowanie tym, których pragnął wyróżnić lub wynagrodzić. Chlodwig pomimo ciągłego prowadzenia polityki ekspansji nie zapominał nigdy o sprawach wewnętrznych. Na podbitych terenach Galii wykorzystał istniejącą tam sieć urzędników po cesarstwie rzymskim. Dawny kilkustopniowy podział administracyjny Cesarstwa (na prefektury, diecezje, prowincje i civitates) uległ za czasów frankijskich daleko idącym uproszczeniom. Zachował się najniższy jego stopień civitates. W zmienionych warunkach otrzymały one nazwę ziem (pagi). Podporządkował sobie również kościół na zwołanym przez siebie w 511 roku synodzie biskupów w Orleanie, gdzie wprowadził zasadę nadawania biskupstw przez króla tj. zasadę inwestytury. Dokonał również spisania zwyczajowego ludowego prawa frankijskiego w tzw. Prawo salickie.